# Luna menor

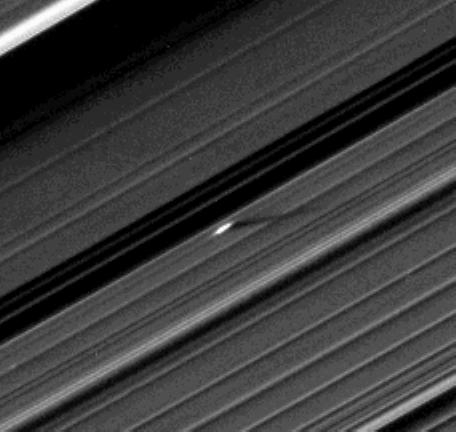
La luna menor Earhart de 400 metros en el Anillo A de Saturno, justo fuera de la brecha de Encke.

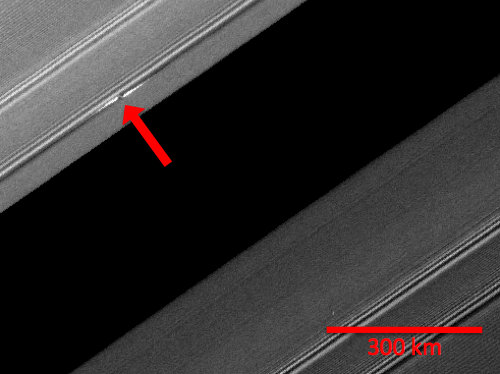
Otra imagen de Earhart

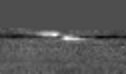
Otra luna menor llamada Bleriot

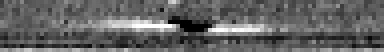
Una luna pequeña llamada Santos-Dumont

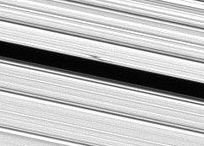
Una luna pequeña temporalmente nombrado S/2010 S 2

Un satélite natural pequeño o, simplemente, satélite pequeño o menor —también llamado luna pequeña o luna menor— es un satélite natural particularmente pequeño que orbita un planeta, un planeta enano u otro planeta menor.
Hasta 1995, las lunas pequeñas o menores  eran solo componentes hipotéticos de la estructura del anillo F de Saturno, cuando la Tierra pasaba por el plano del anillo de Saturno. Tanto el Telescopio Espacial Hubble como el Observatorio Europeo del Sur capturaron objetos en órbita cerca o muy cerca del anillo-F. En 2004, cuando Cassini atrapó un objeto de 4 a 5 km de diámetro en el anillo exterior del anillo F y luego, 5 horas más tarde, en el anillo F interior, lo que muestra que el objeto había orbitado..
Tres tipos diferentes de lunas pequeñas se han llamado lunas menores:
- Un cinturón de objetos incrustados en un anillo planetario, especialmente alrededor de Saturno, como aquellos en el Anillo A, S / 2009 S 1 en el Anillo B (pequeñas lunas de "hélice"),[2][3] y aquellas en el Anillo F[4]
- Ocasionalmente las lunas de asteroide, como las de 87 Sylvia[5]
- Subsatélites[6]

## Otras Lecturas
- Libro de Google Busca "moonlet"

- Datos: Q3473938